# Stor-Byxan
Stor-Byxan är en sjö i Åre kommun i Jämtland och ingår i Indalsälvens huvudavrinningsområde. Sjön har en area på 0,102 kvadratkilometer och ligger 507,6 meter över havet.

## Delavrinningsområde
Stor-Byxan ingår i det delavrinningsområde (706193-133904) som SMHI kallar för Utloppet av Stor-Rensjön. Medelhöjden är 534 meter över havet och ytan är 97,18 kvadratkilometer. Räknas de 14 avrinningsområdena uppströms in blir den ackumulerade arean 120,21 kvadratkilometer. Anjeströmmen (Vukumanån) som avvattnar avrinningsområdet har biflödesordning 2, vilket innebär att vattnet flödar genom totalt 2 vattendrag innan det når havet efter 377 kilometer. Avrinningsområdet består mestadels av skog (32 procent). Avrinningsområdet har 48,96 kvadratkilometer vattenytor vilket ger det en sjöprocent på 50,3 procent.